# Porte (Italie)
Pour les articles homonymes, voir Porte.
Ne doit pas être confondu avec Porte d'Italie.
Porte (en français Porte) est une commune de la ville métropolitaine de Turin, dans le Piémont, en Italie.

## Administration
| Période                                  | Période | Identité     | Étiquette | Qualité |
| ---------------------------------------- | ------- | ------------ | --------- | ------- |
|                                          |         | Laura Zoggia |           |         |
| Les données manquantes sont à compléter. |         |              |           |         |

### Communes limitrophes
Pignerol, San Pietro Val Lemina, Villar Perosa, San Germano Chisone,  San Secondo di Pinerolo.